# Adelrich Gyr
Adelrich Gyr, auch Gyr-Wickart (* 8. Juli 1843 in Einsiedeln; † 16. Februar 1928 in Zug, katholisch, heimatberechtigt in Einsiedeln), war ein Schweizer Unternehmer.

## Biografie
Adelrich Gyr kam am 8. Juli 1843 in Einsiedeln als Sohn des Wirts, Holzhändlers und Bezirksrates Martin Gyr und der Magdalena geborene Steinauer zur Welt. Gyr absolvierte zunächst eine Jesuitenschule im Elsass, gefolgt von einem Sprachaufenthalt in Frankreich.
Danach war Adelrich Gyr als Spezereihändler in Zug, daran anschliessend als Eisenwarenhändler und Leiter einer Spinnerei in Einsiedeln tätig. Zudem beteiligte er sich am Bau der Schweizerischen Südostbahn. Darüber hinaus amtierte er als Bezirksgerichtspräsident von Einsiedeln sowie von 1886 bis 1890 als Vertreter der Liberalen Partei als Schwyzer Kantonsrat.
Nach seinem Umzug nach Zug gründete Adelrich Gyr 1896 mit dem Einsiedler Techniker Richard Theiler die rasch wachsende Elektrizitätszählerfabrik „Theiler & Co“. 1903 nahm das Unternehmen, das auf fremde Kapitalhilfe angewiesen war, Heinrich Landis als dritten Gesellschafter auf. Landis kaufte 1904 die Anteile von Theiler und Gyr auf und wandelte die Firma später zusammen mit Karl Heinrich Gyr in die Landis & Gyr um.
Adelrich Gyr war mit Martha, der Tochter des Zuger Spezereihändlers Paul Anton Wickart, verheiratet. Er verstarb am 16. Februar 1928 in seinem 85. Lebensjahr in Zug.